# Ottenthal
Ottenthal là một thị xã thuộc huyện Mistelbach trong bang Niederösterreich.